# (115885) Ganz
(115885) Ganz est un astéroïde de la ceinture principale.

## Description
(115885) Ganz est un astéroïde de la ceinture principale. Il fut découvert le 6 novembre 2003 à Piszkesteto par Krisztián Sárneczky et Brigitta Sipőcz. Il présente une orbite caractérisée par un demi-grand axe de 2,35 UA, une excentricité de 0,12 et une inclinaison de 7,5° par rapport à l'écliptique.

## Compléments